# Parsatatar

Mapa del reino de Mitanni del tiempo de Parsatatar.

Parsatatar, Parshatatar, Paršatar, Barattarna o Parattarna (del védico, Para-sastar, "aquél que castiga a los enemigos",-c. 1425 a. C.) fue el nombre de un rey hurrita de Mitanni (o Naharina, como lo conocían en el Antiguo Egipto) en el siglo XV a. C.
Existen pocos registros de Parsatatar, pues las fuentes de la propia Mitanni son escasas. La mayoría de la información sobre el reino, especialmente su historia temprana y reyes proviene de registros externos al estado. Las fechas de los reyes pueden deducirse mediante la comparación de la cronología de Mitanni con la de otros estados, especialmente con el Antiguo Egipto. La información se encuentra en la biografía de Idrimi de Alalaj (que llegó a ser la capital de Alepo). Parsatatar conquistó la zona e hizo de Idrimi su vasallo. Idrimi llegó a convertirse en rey de Alepo.
Mitanni en ese momento, probablemente se extendía hasta Arrapḫa en el este, Terqa en el sur y Kizzuwatna al oeste. Los textos de Idrimi nos informan que Parsatatar, como rey de Mitanni extendió su territorio, y por tanto, presumiblemente, contemporáneo de los reyes tutmósidas egipcios. Probablemente, sería el que se enfrentara al faraón Tutmosis I, al principio de su reinado, en su campaña en el río Éufrates , en su expansionismo por la zona Siria-Palestina, alrededor de 1493 a. C.. Parece probable que el reino de Mitanni estuviese detrás de la coalición rebelde formada en torno al gobernante de Kadesh para enfrentarse al faraón Tutmosis III en la Batalla de Megido. La información sobre su muerte es mencionada en un registro de Nuzi que data la fecha de la muerte de Parsatatar, posiblemente alrededor de 1425-1420 a. C.
Su hijo Sausatatar le sucedió como rey de Mitanni.